# Locanda

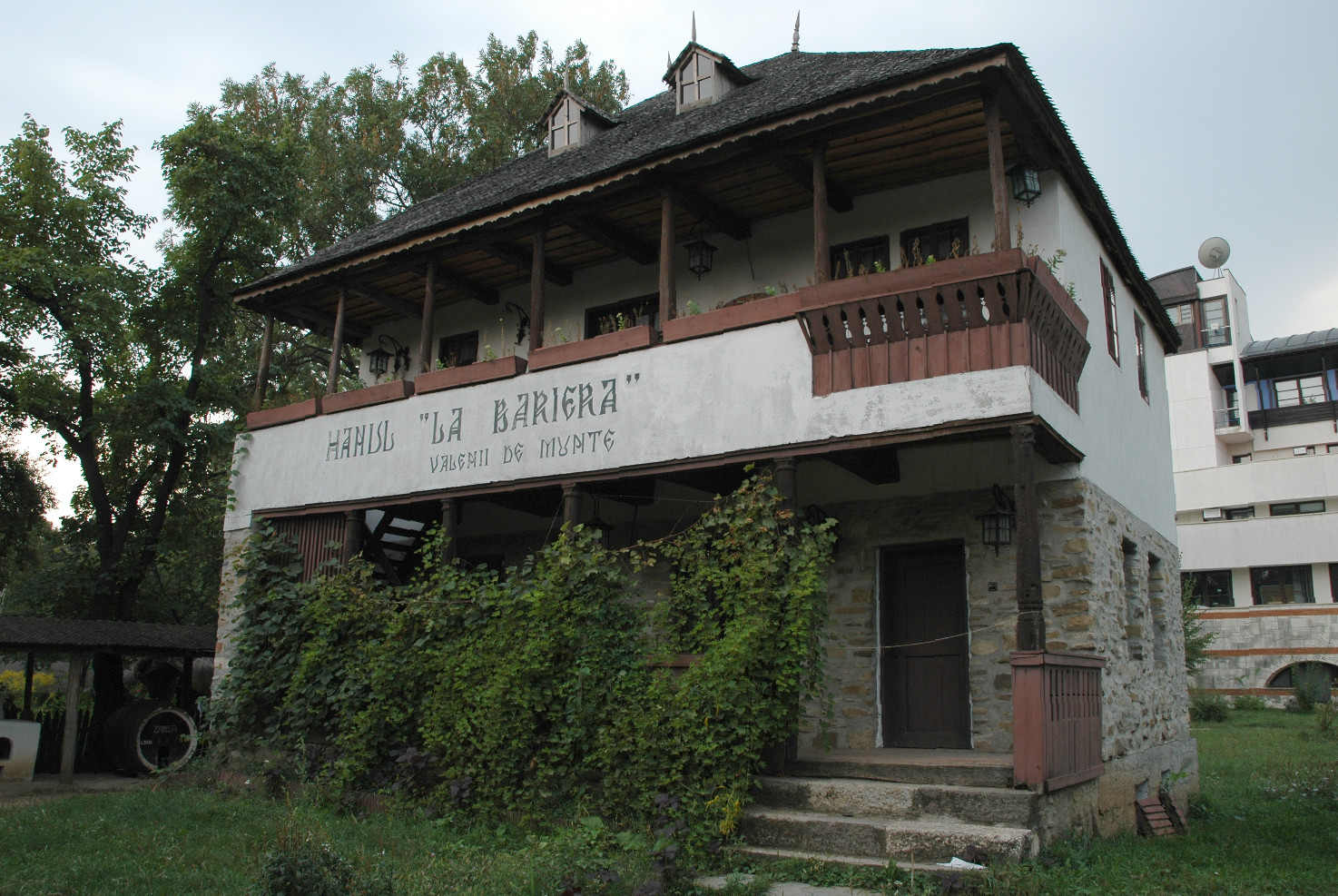
Una locanda in Romania

La locanda è una struttura sia ristorativa sia ricettiva.

## Etimologia
Il termine locanda deriva dal latino locare che tradotto significa allocare, affittare. Il gerundivo di locare, ovvero locandus, al femminile singolare diventa locanda, ossia che è da affittare.
Il senso odierno del termine è più ampio: casa in cui i forestieri alloggiano, pagando una data somma. Posto in cui alloggiare durante la notte.

## Storia
Nel Medioevo le locande erano attrezzate di una sala da pranzo (con un unico grande tavolo) e un dormitorio comune per tutti gli ospiti. L'oste elencava a voce i cibi disponibili e, sempre verbalmente, veniva pattuito il prezzo di consumazione. La clientela era in genere rumorosa e spesso sconveniente e malfamata.

## Caratteristiche
Nella locanda è possibile mangiare prodotti tipici e locali del luogo, così come in una comune trattoria, ed è possibile avere una stanza per il pernottamento. Il livello di comfort rispetto a un albergo però è generalmente inferiore.
La sua evoluzione moderna ha portato all'albergo con ristorante, anche se a dire il vero la locanda è più simile a una trattoria con camere per dormire.